# Ladies of the Canyon

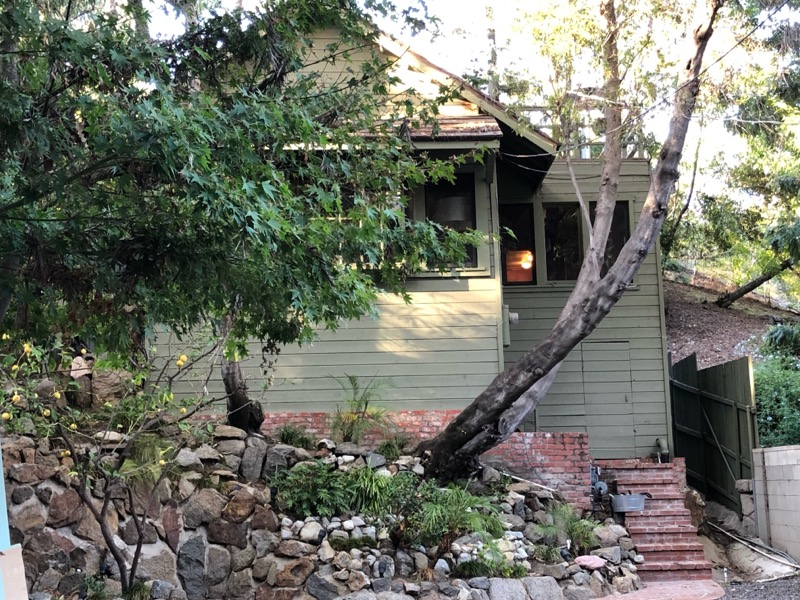
Laurel Canyon, 8217 Lookout Mountain Avenue, Joni Mitchells hus från 1969 till 1974 (2022)

Ladies of the Canyon är ett musikalbum av Joni Mitchell, hennes tredje totalt. Det lanserades 1970 på skivbolaget Reprise Records. Skivan innehåller två av Mitchells mest kända låtar, "Woodstock" och "Big Yellow Taxi".

## Låtlista
1. "Morning Morgantown" – 3:12
2. "For Free" – 4:31
3. "Conversation" – 4:21
4. "Ladies of the Canyon" – 3:32
5. "Willy" – 3:00
6. "The Arrangement" – 3:32
7. "Rainy Night House" – 3:22
8. "The Priest" – 3:39
9. "Blue Boy" – 2:53
10. "Big Yellow Taxi" – 2:16
11. "Woodstock" – 5:25
12. "The Circle Game" – 4:50

## Listplaceringar
| Lista (1970)   | Position            |
| -------------- | ------------------- |
| Kanada         | 16 (RPM)            |
| Storbritannien | 8 (UK Albums Chart) |
| USA            | 27 (Billboard 200)  |